# Landscheide
Landscheide est une commune allemande du Schleswig-Holstein, située dans l'arrondissement de Steinburg (Kreis Steinburg), à huit kilomètres au nord-est de la ville de Brunsbüttel. Landscheide fait partie de l'Amt Wilstermarsch qui regroupe 14 communes autour de Wilster.